# Kurt E. Ludwig
Kurt Eugen Ludwig (2 de mayo de 1924 - 4 de marzo de 1995) fue un actor cinematográfico y televisivo y actor de voz de nacionalidad alemana.

## Biografía
Nacido en Erlangen, Alemania, Ludwig actuó poco ante la cámara, siendo más conocida su voz que su nombre. Kurt E. Ludwig fue el doblador al alemán del ingeniero jefe de la serie televisiva Star Trek: La serie original Scotty, personaje interpretado por James Doohan. Gracias a ese vínculo, surgió una relación de amistad entre Ludwig y Doohan.
Otros personajes famosos a los que prestó voz fueron el interpretado en la serie televisiva Der Seewolf por Raimund Harmstorf, el pirata Tom Morgan (Roger Lumont) en Die Schatzinsel y Sven, el Terrible en la serie de animación Vickie el vikingo. Entre otras de las series televisivas en las que intervino figuran Bonanza o Riptide.
Kurt E. Ludwig falleció en Múnich, Alemania, en 1995. Su hija, Alexandra Ludwig, es también actriz de voz.